# Tello Alfonso von Kastilien
Tello Alfonso von Kastilien (Don Tello, * 1337 in Sevilla; † 15. Oktober 1370) war Herr von Biskaya, erster Herr von Aguilar de Campoo und Graf von Castañeda. Er war das sechste der zehn außerehelichen Kinder von König Alfons XI. von Kastilien und Leonor de Guzmán. Somit war er der Bruder von Heinrich von Trastámara und Fadrique von Kastilien und der Halbbruder des Königs Peter der Grausame.
Obwohl er von König Peter die Herrschaft Biskaya durch die von ihm arrangierte Ehe mit der Witwe des Amtsinhabers, Johanna von Lara, erhielt, unterstützte er seine Brüder in ihrem Aufstand gegen den König, den er für den Tod seiner Mutter (1351) verantwortlich machte. 1359 fiel auch seine Ehefrau dem König zum Opfer.
1367 kommandierte er die franko-kastilischen Truppen in der Niederlage von Nájera gegen die Armee Peters.
Nach seinem Tod 1370 wurde Biskaya mit der kastilischen Krone vereinigt. Die Grafschaft Castañeda und die Herrschaft Aguilar de Campoo gingen an seine Nachkommen.

## Nachkommen
Neun Kinder Tellos sind bekannt:
- Juan Téllez de Castilla (1359–1385), 2. Herr von Aguilar del Campoo.
- Alfonso Téllez de Castilla (* 1365)
- Pedro Téllez (* 1370), Herr von Camporredondo
- Ferdinando Téllez
- Constanca Téllez
- Maria Téllez
- Isabella Téllez
- Juana Téllez
- Eleonora Téllez